# Trestonia fasciata
Trestonia fasciata är en skalbaggsart som beskrevs av Martins och Maria Helena M. Galileo 1990. Trestonia fasciata ingår i släktet Trestonia och familjen långhorningar. Inga underarter finns listade i Catalogue of Life.